# Lidoriki
Lidoriki (in greco Λιδωρίκι?) è un ex comune della Grecia nella periferia della Grecia Centrale (unità periferica della Focide) con 4 225 abitanti secondo i dati del censimento 2001.
È stato soppresso a seguito della riforma amministrativa, detta Programma Callicrate, in vigore dal gennaio 2011 ed è ora compreso nel comune di Dorida.

## Località
Lidoriki è suddiviso nelle seguenti comunità (i nomi dei villaggi tra parentesi):
- Amygdalia
- Avoros
- Dafnos
- Diakopi
- Doriko
- Kalli (Kalli, Klima, Trividi)
- Karoutes
- Koniakos
- Lefkaditi
- Lidoriki
- Malandrino
- Pentapoli (Pentapoli, Aigitio, Lefka, Palaiokastro, Skaloula)
- Perithiotissa
- Stilia
- Sotaina
- Sykia
- Vraila